# Losing Grip
Losing Grip – czwarty singiel kanadyjskiej piosenkarki Avril Lavigne z jej pierwszego albumu zatytułowanego Let Go. Był to ostatni utwór promujący ten album, oprócz Australii i Nowej Zelandii, gdzie jako piąty singel został wydany utwór „Mobile”. „Losing Grip” został wydany późną wiosną 2003 roku po sukcesie ballady „I’m with You”. Piosenka została napisana i wyprodukowana przez Lavigne i C. Magnessa. Utwór ma znacznie cięższe brzmienie niż inne piosenki z krążka, które to charakteryzują się bardziej popową nutą (przypuszczalnie jest to przyczyna wątpliwego sukcesu utworu na światowych listach przebojów). Piosenka opowiada o zanikaniu więzi (ang. losing grip) między bohaterką utworu a jej chłopakiem. Piosenka „Don’t Tell Me”, pierwszy singel z drugiego albumu Lavigne, Under My Skin, została niemal uznana za kontynuację „Losing Grip”, gdyż jej bohaterka wyrzuca owemu chłopakowi swoją frustrację jego rozczarowującą postawą.

## Nagrody
„Losing Grip” została nominowana do Nagrody Grammy w kategorii Największe żeńskie wokalne osiągnięcie rockowe.

## Teledysk
Teledysk pokazuje Lavigne występującą przed sporą publicznością. Ukazuje artystkę przedzierającą się przez tłum, popychając i uderzając. Jest także scena, kiedy Avril wskakuje na tłum i płynie po nim. Publiczność musiała wyćwiczyć ten moment z innymi ludźmi, zanim Lavigne pozwolono to zrobić.

## Singiel CD i jego formaty
Australia – singel CD
1. „Losing Grip” (Album Version)
2. „I’m with You” (Live)
3. „Unwanted” (Live)
4. „Losing Grip” (Teledysk)

Australia – wydanie promocyjne
1. „Losing Grip” (Album Version)

Wielka Brytania – singel CD
1. „Losing Grip” (Album Version)
2. „Losing Grip” (Live)
3. „Naked” (Live)
4. „Losing Grip” (Teledysk)

Stany Zjednoczone – wydanie promocyjne
1. „Losing Grip” (Album Version)

## Sukcesy na listach przebojów
„Losing Grip” było drugim najsłabiej ocenionym singlem Avril Lavigne w Stanach Zjednoczonych do wydania utworu „Hot” w 2007 roku. Piosenka nie zdołała przebić się do pięćdziesiątki listy Billboard Hot 100 docierając na 64. miejsce. Jednak w innych krajach zajęła nieco lepsze pozycje – 22. miejsce w Wielkiej Brytanii, 18. w Irlandii oraz 20. w Australii. Została również hitem nr 1 w Hongkongu.
| Lista                           | Pozycja |
| ------------------------------- | ------- |
| United World Chart              | 23      |
| Billboard Hot 100               | 64      |
| ARC Weekly Top 40               | 6       |
| Australijska ARIA Singles Chart | 20      |
| Tokijska Hot 100                | 12      |
| UK Singles Chart                | 22      |
| Irlandzka Singles Chart         | 18      |

| Lista                             | Pozycja |
| --------------------------------- | ------- |
| Niemiecka Top 100 Singles Chart   | 43      |
| Austriacka Top 75 Singles Chart   | 40      |
| Belgijska Ultratop 50             | 48      |
| Belgijska Ultratip Under 50       | 4       |
| Holenderska Top 40                | 8       |
| Szwajcarska Top 100 Singles Chart | 49      |
| Hong Kong Singles Chart           | 1       |